# ریوسوکه کیجیما
ریوسوکه کیجیما (انگلیسی: Ryosuke Kijima؛ زادهٔ ۲۹ مهٔ ۱۹۷۹) بازیکن فوتبال اهل ژاپن است.
از باشگاه‌هایی که در آن بازی کرده‌است می‌توان به باشگاه فوتبال ماتسوموتو یاماگا، باشگاه فوتبال یوکوهاما مارینوس، و باشگاه فوتبال توکیو وردی اشاره کرد.